# Ministère à la Condition féminine et aux Droits des femmes
Le ministère à la Condition féminine et aux Droits des femmes, désigné par le sigle MCFDF, organe de l'État haïtien, est créé le 8 novembre 1994 avec pour mission fondamentale « de formuler, d’appliquer, d’orienter et de faire respecter la politique du gouvernement, en œuvrant à l’émergence d’une société égalitaire pour ses composantes des deux sexes ; d’orienter la définition et l’exécution des politiques publiques équitables à l’échelle nationale ».

## Histoire
Le MCFDF résulte des revendications des femmes haïtiennes et est créé dans la mouvance de la préparation de la quatrième conférence mondiale sur les femmes de Pékin. Il est créé par le décret du 8 novembre 1994 et s’est doté, en 2004, de deux fonctions essentielles : la défense et la promotion des droits des femmes et la généralisation de l’analyse selon le genre,.
Lise-Marie Déjean, l'une des principales fondatrices de la Solidarite Fanm Ayisyèn, œuvre non seulement en faveur de la création du ministère à la Condition féminine et aux Droits des femmes, mais elle est aussi la première personnalité à le diriger. Anne-Marie Coriolan, une des cofondatrices de SOFA l'a accompagnée en tant que chef de cabinet adjointe puis conseillère principale de la ministre.

## Liste des ministres
- 1994-1995 : Lise-Marie Déjean[6]
- 1995-1996 : Thérèse Guilloteau[7]
- 1996-1998 : Ginette Chérubin[8]
- 1999-2001 : Nonie Matthieu[9]
- 2001-2002 : Ginette Rivière Lubin[10]
- 2004-2006 : Adeline Magloire Chancy[11]
- 2006-2011 : Marie-Laurence Jocelyn Lasègue[12],[13],[14]
- 2011-2014 : Marie Yanick Mézile[15],[16]
- 2015-2015 : Yves Rose Morquette[17]
- 2015-2018 : Gabrielle Hyacinthe[17]
- 2018-2020 : Evelyne Sainvil[18]
- 2020-2021 : Giselaine Mompremier
- 2021-2024 : Sofia Loréus[19]
- 2024 : Marie-Françoise Suzan
- depuis le 16 novembre 2024 : Pédrica Saint-Jean

## Attributions
Selon le décret du 22 décembre 2005 portant organisation et fonctionnement de ce ministère, ce dernier a pour attributions, : 
- Travailler à l’émergence d’une société haïtienne juste, équilibrée, égalitaire pour ses composantes des deux sexes ;
- Orienter la définition et l’exécution des politiques y relatives et des plans sectoriels et intégrer la perspective d’égalité entre les deux sexes dans l’ensemble des politiques nationales ;
- Réaliser des recherches, diagnostics, évaluations sur les conditions de vie et l’état des droits de la femme haïtienne tant en milieu urbain que rural, sur le plan social, économique, juridique et politique ;
- Établir des politiques visant à combattre et à éliminer toutes formes d’inégalités et de discrimination à l’égard des femmes ;
- Promouvoir et proposer des réformes légales, administratives et disciplinaires pour consacrer les principes constitutionnels de l’égalité entre les hommes et les femmes et éliminer la discrimination contre les femmes ;
- Encourager et appuyer les organismes de promotion et de protection des droits des femmes ;
- Recommander et préparer la participation du gouvernement aux congrès et conférences, notamment ceux relatifs à la condition et aux droits de la femme ;
- Étudier les accords ou conventions internationales relatifs à la condition féminine et aux droits des femmes, recommander le cas échéant leur signature et veiller à leur exécution après accomplissement de la procédure de ratification.

## Structures
Le MCFDF dispose de deux structures :

### Services centraux
- Le secrétariat du/de la ministre ;
- Le cabinet du/ de la ministre ;
- La direction générale ;
- Les directions

### Services territorialement déconcentrés
Chaque département géographique du pays, selon le décret, est doté d'une direction départementale avec pour charge de coordonner les services territoriaux du ministère.